# Law & Order: Criminal Intent (seizoen 10)
Dit artikel vat het tiende seizoen van Law & Order: Criminal Intent samen.

## Hoofdrollen
- Vincent D'Onofrio - rechercheur Robert Goren
- Kathryn Erbe - rechercheur Alexandra Eames
- Jay O. Sanders - hoofd recherche Joseph Hannah
- Julia Ormond - dr. Paula Gyson
- Leslie Hendrix - dr. Elizabeth Rodgers

## Afleveringen
| Nr. | Aflevering | Titel                           | Regisseur        | Schrijver(s)                       | Selectie gastrollen | Uitzenddatum |  |
| --- | ---------- | ------------------------------- | ---------------- | ---------------------------------- | --- | ------------ |  |
| 188 | 1          | Rispetto                        | Jean de Segonzac | Rick Eid                           | Noelle Beck - Deborah Brite Jay Mohr - Nyle Brite Spencer Garrett - Paul Keller Alice Callahan - Sarah Bell / Chloe Miller Neal Huff - Teddy | 1 mei 2011   |  |
| Wanneer een jong escortmeisje wordt vermoord gaan Goren en Eames op onderzoek uit. Het onderzoek leidt hen naar achter de schermen van een modebedrijf. Daar zijn zij getuige van de vele morele compromissen om Nyle Brite, de feestvierende sterontwerper, tevreden te houden. De rechercheurs stuiten op een muur van zwijgen van de medewerkers en aandeelhouders, dit omdat hun bedrijf binnenkort naar de beurs gaat en zij de winst veilig willen stellen.                                                  |            |                                 |                  |                                    | |              |  |
| 189 | 2          | The Consoler                    | Michael Smith    | Chris Brancato                     | Lauren Hodges - Natalie Finnegan Jon Prescott - Johnny Apreda Richard V. Licata - Tom Kilpatrick Elia Monte-Brown - Theresa Esperna Neal McDonough - Monseigneur McTeal                                                                                | 8 mei 2011   |  |
| Wanneer een bankier dood wordt gevonden gaan Goren en Eames op onderzoek uit. Zij moeten eerst onderzoeken of de bankier vermoord werd of zelfmoord pleegde. Zij ontdekken dat de bankier voor de katholieke kerk werkte, en waarschijnlijk meewerkte aan een doofpotaffaire. De kerk was de enige klant van het slachtoffer en de rechercheurs moeten nu een schandaal van de kerk onderzoeken, om zo het motief vinden voor de moord.                                                                            |            |                                 |                  |                                    | |              |  |
| 190 | 3          | Boots on the Ground             | Jean de Segonzac | Marlane Gomard Meyer Paul Eckstein | Michael Kelly - Terrence Brooks Michele Pawk - Elise Clark Aaron Mathias - Matt Clark / Ian Masefield Tala Ashe - Rebecca Landon Jeri Ryan - Naomi Halloran                                                                                            | 15 mei 2011  |  |
| Wanneer een hacker vermoord wordt door een duw van een gebouw gaan Goren en Eames op onderzoek uit. Het onderzoek leidt hen naar een rivaliteit tussen twee bedrijven dat voor de defensie werkt die zich gespecialiseerd hebben in cyberoorlog, en een groep revolutionairen die deze twee bedrijven kapot willen maken. |            |                                 |                  |                                    | |              |  |
| 191 | 4          | The Last Street in Manhattan    | Jean de Segonzac | Rick Eid                           | Alexandra Silber - Vanessa Nick Chinlund - Jack Driscol David Alan Basche - David Kellen Raymond J. Barry - Johnny Eames Beatrice Rosen - Andrea Stiles Julie White - Stephanie Miller                                                                 | 22 mei 2011  |  |
| Een Wall Street bestuursvoorzitter wordt vermoord en Goren en Eames gaan op onderzoek uit. Het onderzoek leidt hen naar een wereld waar rijke mannen gekoppeld worden aan mooie begaafde vrouwen. Nu moeten zij uitzoeken wie van de vele vijanden van het slachtoffer de dader is. |            |                                 |                  |                                    | |              |  |
| 192 | 5          | Trophy Wine                     | Michael Smith    | Warren Leight                      | Scott Evans - Shane Berlin Munson Hicks - Ev Dilahunt Bryan Batt - Hutton Mays Michael Cumpsty - Bing Cullman / Arnold Binder Andrea Roth - Avery Cullman Irene Glezos - advocate van Avery Cullman                                                    | 5 juni 2011  |  |
| Een rijke wijnimporteur sterft door een hartinfarct, dit nadat hij opgesloten werd in zijn wijnkelder. Goren en Eames gaan op onderzoek uit en ontdekken een samenzwering in een luxe veilinghuis. Wanneer de rechercheurs ontdekken dat het slachtoffer namaak wijn verkocht, gaat hun aandacht naar zijn zakenpartners en enthousiaste wijnvolgelingen. |            |                                 |                  |                                    | |              |  |
| 193 | 6          | Cadaver                         | Frank Prinzi     | Julie Martin                       | Camille Chen - dr. Maya Zhuang Rosalind Chao - mrs. Zhuang Jennifer Lim - Orli Zhuang Bradley White - dr. Hal Kaplow Jenna Stern - Lauren Langston Steven Weber - Ben Langston Jordyn Taylor Wilsea - Stella Langston                                  | 12 juni 2011 |  |
| Wanneer een filantroop vermoord wordt gevonden gaan Goren en Eames op onderzoek uit. Zijn lichaam werd verwisseld met een medisch lijk van hetzelfde instituut dat hij financierde. Wat zij ontdekken achter de schermen van dit instituut geeft hen genoeg verdachten. Ondertussen zet Goren zijn carrière op het spel, alweer. |            |                                 |                  |                                    | |              |  |
| 194 | 7          | Icarus                          | Frank Prinzi     | Julie Martin                       | Christopher McDonald - Evan Korman Michael Panes - Roger Porter Billy Magnussen - Marc Landry Ashlie Atkinson - Lisa Kirby Eion Bailey - Adam Winter Cynthia Nixon - Amanda Rollins Patti Smith - professor Cleo Alexander                             | 19 juni 2011 |  |
| Wanneer een acteur, onder verdachte omstandigheden, tijdens een optreden op Broadway de dood vindt gaan Goren en Eames op onderzoek uit. Zij raken in een gevecht met de huichelachtige regisseur van het theater als zij de zaak willen oplossen. |            |                                 |                  |                                    | |              |  |
| 195 | 8          | To the Boy in the Blue Knit Cap | Jean de Segonzac | Julie Martin Chris Brancato        | Natalie Gold - Danielle Magee Pawel Szajda - PJ Edwards Thad Luckinbill - Parker Gaffney / Thomas Gaffney Isiah Whitlock jr. - rechercheur plek misdaad Richard Bekins - mr. Gaffney Tovah Feldshuh - Danielle Melnick James Van Der Beek - Rex Tamlyn | 26 juni 2011 |  |
| Een tweeling wordt vermoord gevonden en Goren en Eames gaan op onderzoek uit. De slachtoffers waren verwikkeld in een rechtszaak, en hun lichamen worden gevonden in het kantoor van een internetbedrijf die zij aangeklaagd hadden. Het internetbedrijf heeft een populaire website genaamd Kizmate, een populaire datingsite. De slachtoffers klaagden het bedrijf aan omdat zij het idee voor Kizmate hadden bedacht. Nu moeten de rechercheurs onderzoeken of de moorden in verband staan met deze rechtszaak. |            |                                 |                  |                                    | |              |  |